# ギター奏者のいるバッカス祭
『ギター奏者のいるバッカス祭』（ギターそうしゃのいるバッカスさい、仏: Bacchanale à la joueuse de guitare、英: Bacchanal with the Guitar Player）、または『大バッカス祭』（だいバッカスさい、仏: La Grande Bacchanale、英: The Great Bacchanal）は、17世紀のフランスの画家ニコラ・プッサンが1625年ごろ、キャンバス上に油彩で制作した絵画である。この絵画の制作年については諸説があるが、16世紀ヴェネツィア派の巨匠ティツィアーノの影響がきわめて大きかったプッサンのローマ滞在の最初期にあたる。1809年以来、パリのルーヴル美術館に所蔵されている。

## 作品

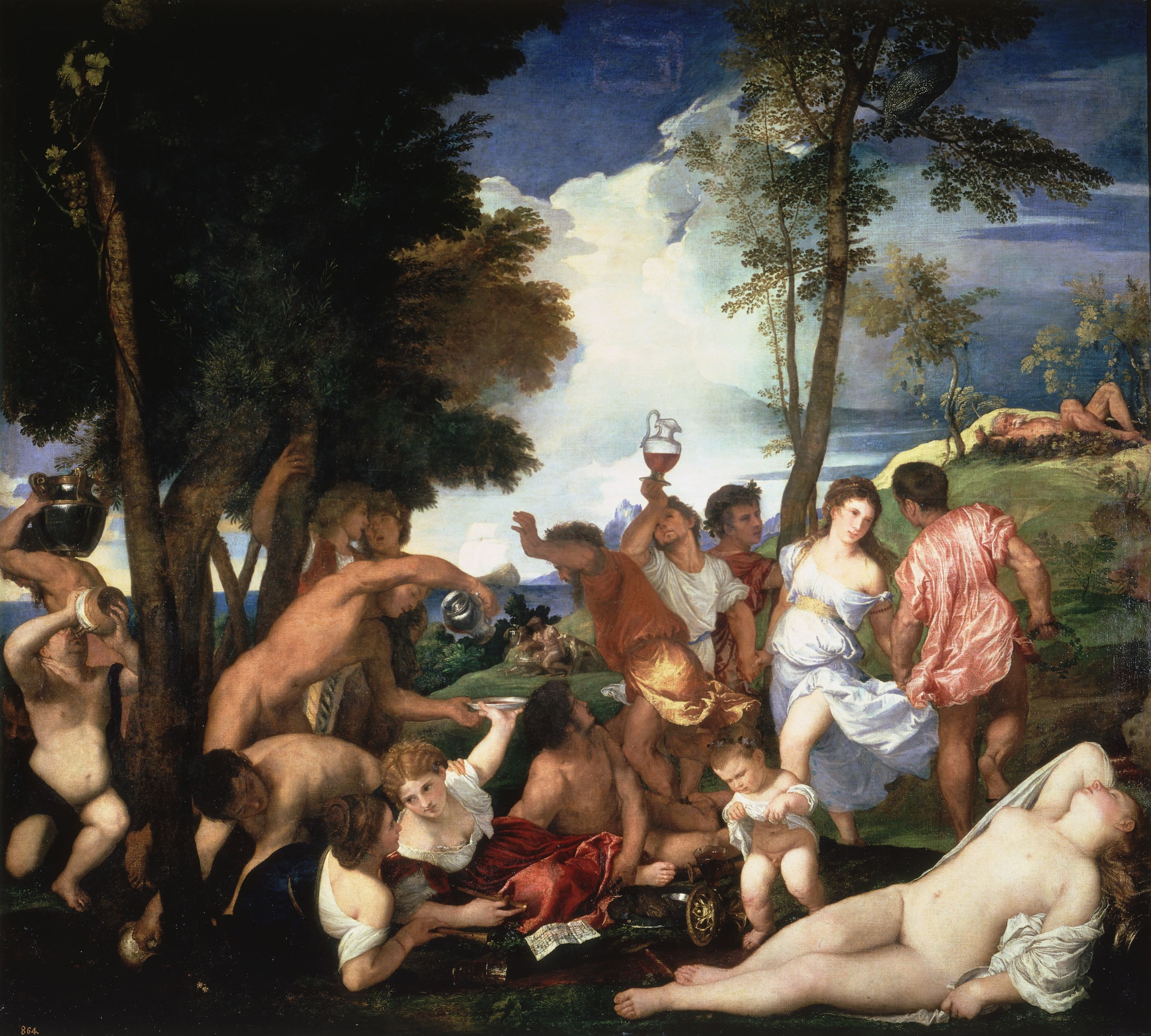
ティツィアーノ『アンドロス島のバッカス祭』 (1523-1526年)、プラド美術館、マドリード

本作は、リシュリュー枢機卿がプッサンに委嘱した4点の絵画のうちに数えられるかもしれないが、定かではない。いずれにしても、枢機卿の甥であったリシュリュー公爵は、1665年にフランス国王ルイ14世とのジュ・ド・ポーム (テニスの原型) の試合に敗れ、この絵画を含む自身のコレクションを王に売却しなくてはならなかった。
本作はプッサンの作品中最もティツィアーノ的なものであり、ローマのルドヴィーシ (Ludovisi) ・コレクションにあったティツィアーノの『アンドロス島のバッカス祭』 (プラド美術館、マドリード) を想起させる。ローマにいたプッサンは、このティツィアーノの作品を目にしえた可能性がある。ティツィアーノの作品は古代ギリシアのフィロストラトスの著作『エイコネス』から主題を採用しているが、プッサンは1614年に出版された『エイコネス』に掲載された69枚の版画を参照した。プッサンは、アンドロス島の人々の逸話を表す版画から本作の左側の陰でブドウの房の上に横たわるバッカス像を借用している。しかし、プッサンは本当にワインが小川に流れるというこの奇跡の島を描いたのであろうか。ティツィアーノの作品と違い、本作には海が見られないのである。
本作は陽気で官能的であり、ワインによる酩酊を音楽の喜びと結びつけている。身振りと色彩のコントラストにより一目で鑑賞者の目を引くのは、黄色い衣服を身に着け、後ろ姿で杯を上げている男と、ギターを弾いている若い女である。プットたちが、17世紀フランドルの彫刻家フランソワ・デュケノア的な精神で陽気さとファンタジーの雰囲気に寄与している。中央のプットは貪欲に2つの把手のある杯を上げている。右側では、もう1人のプットが演劇の仮面を着けて仲間と戯れている。左側の酔って眠っているプットは怖いものしらずである。